# Heimatmuseum Bochum
Das Heimatmuseum der Stadt Bochum wurde 1919 in der ehemaligen Ritterburg Haus Rechen eröffnet. Leiter war der Schulrektor der Weilenbrinkschule und erster Stadtarchivar Bernhard Kleff (1876–1948), der 1910 mit dem Sammeln historischer Exponate für den Schulunterricht begonnen hatte.
Im Zweiten Weltkrieg wurde Haus Rechen zerstört. An der Stelle befinden sich heute die Bochumer Kammerspiele.
Die verbliebene Sammlung kam 1960 in die Verantwortung der 1921 gegründeten Städtischen Kunstgalerie, die sie zunächst auf Haus Kemnade ausstellte. Heute befindet sie sich im Stadtarchiv – Bochumer Zentrum für Stadtgeschichte.